# گری آدامز
گری آدامز (انگلیسی: Gary Adams; ۲۴ ژوئیهٔ ۱۹۴۳ – ۲ ژانویهٔ ۲۰۰۰) مخترع و کارآفرین اهل ایالات متحده آمریکا بود، که در سال ۱۹۷۹ شرکت تجهیزات ورزشی تیلورمید را تأسیس کرد.